# Oskar Panizza

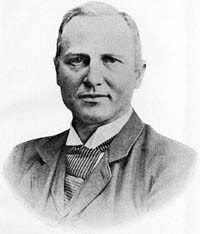
Oskar Panizza

Leopold Hermann Oskar Panizza (Bad Kissingen, 12 november 1853 – Bayreuth, 28 september 1921) was een Duits psychiater en avant-gardeschrijver, auteur van toneelstukken en romans, dichter, essayist, uitgever en redacteur van een literair tijdschrift. Hij is het meest bekend door zijn provocerende tragikomedie Das Liebeskonzil (Het Liefdesconcilie, 1894), waarvoor hij een gevangenisstraf van een jaar moest uitzitten, nadat hij in 1895 in München was veroordeeld als gevolg van 93 aanklachten wegens godslastering. Na zijn ontslag uit de gevangenis leefde hij acht jaar in ballingschap, eerst in Zürich en later in Parijs. Zijn verslechterende geestelijke gezondheidstoestand dwong hem om naar Duitsland terug te keren, waar hij zijn laatste zestien jaar doorbracht in een krankzinnigengesticht in Bayreuth. Door laster achtervolgd heeft Panizza, meer dan welke andere Duitse schrijver dan ook, geleden onder de repressieve censuur tijdens het bewind van keizer Wilhelm II.

## Biografie

### Vroege jaren
Oskar Panizza (1853-1921) werd geboren in Bad Kissingen, in Noord-Beieren (Frankenland), als zoon van Karl Panizza (1808-1855) en Mathilde Speeth (1821-1915). Zijn vader stamde af van een Italiaanse vissersfamilie aan het Comomeer. Zijn moeder, die zelf een productief schrijfster was en onder het pseudoniem Siona schreef, was afkomstig uit de aristocratische hugenotenfamilie De Meslère. Oskars vier broers en zusters waren Maria (1846-1925), Felix (1848-1908), Karl (1852-1916) en Ida (1855-1922).
Al voor hun huwelijk waren er wrijvingen op godsdienstig gebied tussen Oskars ouders. Toen Oskar twee jaar was, stierf zijn katholieke vader aan buiktyfus. Op zijn sterfbed gaf hij zijn vrouw toestemming om hun vijf kinderen protestants op te voeden, hoewel zij, op zijn aandringen, allemaal katholiek gedoopt waren. Pas na een jarenlang gevecht en diverse verloren processen gaf koning Maximiliaan II van Beieren ten slotte Mathilde toestemming om haar kinderen een protestantse opvoeding te geven.
Mathilde Panizza was eigenares van het Hotel Russischer Hof, dat zij in 1850 had gekocht. Het was een vermaard bedrijf dat maaltijden verzorgde voor de Russische adel en andere voorname gasten in het populaire kuuroord. Oskar Panizza was volgens hemzelf en mededelingen van zijn moeder een opstandig en moeilijk kind. In 1863 werd de toen negenjarige ingeschreven bij een piëtistische kostschool in Kornthal, Württemberg. In 1869 ging hij naar het humanistische gymnasium in Schweinfurt. Twee jaar later gaf zijn moeder haar zeventien jaar oude zoon met tegenzin toestemming om zijn studie voort te zetten in München, waar hij het eerste jaar over moest doen. Hij verliet de school voortijdig om zich in een kortdurende zangcarrière te storten.

### Van psychiater tot dichter
Nadat hij in het Beierse leger zijn diensttijd had vervuld, volgde een ernstige ziekteperiode ten gevolge van cholera. Daarna keerde Panizza terug naar zijn oude gymnasium in Schweinfurt, waar hij ten slotte zijn Abitur-diploma behaalde op de late leeftijd van vierentwintig jaar. Vervolgens liet hij zich in 1877 inschrijven aan de Ludwig Maximilians-Universiteit waar hij in 1880 zijn medische studie voltooide met een proefschrift over micro-organismen in sputum. Na een verblijf van een paar maanden in Parijs, waar hij zich bezighield met zijn twee interesses - psychiatrie en dichtkunst - keerde hij terug naar München om assistent te worden bij Dr. Bernhard von Gudden, een van Duitslands bekendste psychiaters. Gedurende de twee jaar dat Panizza bij Gudden werkzaam was, was hij een collega van Emil Kraepelin, die later een befaamd psychiater zou worden.
In 1883 kwam er een keerpunt in het leven van Panizza. Hij was inmiddels dertig jaar oud en haalde zijn moeder, die haar hotel tegen een gunstige prijs verkocht had, over om hem vruchtgebruik van haar vermogen toe te staan, wat hem een jaarlijkse toelage van zesduizend mark opleverde. Met deze financiële ruggensteun liet hij in 1884 zijn artsenbaan in de steek en wijdde zich uitsluitend aan zijn literaire bezigheden. Terwijl hij in dat jaar aan een ernstige depressie leed, ontdekte Panizza de heilzame en therapeutische waarde van het schrijven. Zijn eerste drie dichtbundels waren eigenlijk nogal grove composities van grillige viervoetige verzen, duidelijk geïnspireerd door Heinrich Heine: Düstre Lieder (1886), Londoner Lieder (1887) en Legendäres und Fabelhaftes (1889).

### De Münchener Modernen
Panizza’s eerste verhalenbundel, Dämmrungsstücke, verscheen in 1890, kreeg een redelijk onthaal in de pers en bracht hem onder de aandacht van de toonaangevende Duitse literaire figuren. Tegen het eind van 1890 had de onbekende psychiater de meeste Münchener “Modernen” leren kennen, zoals de jonge naturalisten zichzelf noemden, waaronder Frank Wedekind, Otto Julius Bierbaum en Max Halbe. De belangrijkste van hen was Michael Georg Conrad, sinds 1885 uitgever van het invloedrijke tijdschrift Die Gesellschaft. De twee Franken werden goede vrienden en van 1890 tot 1896 publiceerde Panizza meer dan veertig artikelen in Die Gesellschaft over allerlei onderwerpen, variërend van toneelrecensies tot theoretische beschouwingen over prostitutie.
Panizza werd een enthousiast lid van het Gesellschaft für modernes Leben (Genootschap voor modern leven) dat in 1890 door Conrad, samen met Detlev von Liliencron, Otto Julius Bierbaum, Julius Schaumberger, Hanns von Gumppenberger en Georg Schaumberg was opgericht. Een van Panizza’s opmerkelijke voordrachten was een lezing in 1891 met de titel Genie und Wahnsinn (Genie en waanzin), die sterk leunde op het werk van Cesare Lombroso. De verhandelingen en ideeën van Panizza over hallucinaties, psychose, hasjiesj en de hallucinatoire basis van religie zijn zelfs tegenwoordig nog van een bijzonder belang.
Met de publicatie in 1893 van Die unbefleckte Empfängnis der Päpste (De onbevlekte ontvangenis van de pausen), begaf Panizza zich op het pad van het militante antikatholicisme. Dit werk en de daaropvolgende polemiek Der teutsche Michel und der römische Papst (De Duitse Michel en de Romeinse Paus, 1894) werden in beslag genomen door de officier van justitie en in het Duitse Keizerrijk verboden. Een ander boek van Panizza uit 1893, De geopereerde Jood, is een ogenschijnlijk antisemitische roman geschreven vanuit een medisch standpunt.

### Das Liebeskonzil
Het werk dat zijn leven onherroepelijk zou veranderen was Das Liebeskonzil (Het Liefdesconcilie), met als ondertitel "Een Hemelse Tragedie in Vijf Bedrijven", dat in oktober 1894 in Zürich werd gepubliceerd. Het is gesitueerd in 1495, het eerste gedocumenteerde tijdstip van het uitbreken van een syfilisepidemie. In scènes die zich afwisselend afspelen in hemel, hel en Vaticaan, schetst Das Liebeskonzil de gevreesde geslachtsziekte als Gods wraak op de seksueel hyperactieve menselijke schepsels, met name in de omgeving van Paus Alexander VI (Rodrigo Borgia). Het stuk zou in 1968 als "Le Concil D'Amour" in Parijs worden opgevoerd door Le Theatre de Paris. Met ‘aanstootgevende’ kostuums van Leonor Fini won het toneelstuk talrijke prijzen, waaronder de prestigieuze "Le Prix des Critiques" voor Fini’s kostuums en ensceneringen.
Het schokkendst van alles was Panizza’s naturalistische beschrijving van de wezens die door de katholieken werden vereerd: God treedt op als een seniele oude gek, Christus is een onbenullige slappeling, terwijl een sletterige Maria sterk onder invloed staat van het gekonkel met de duivel. De opdracht van Satan is om een geschikte straf te bedenken die wel de lichamen van de zondaars verwoest, maar waarbij hun ziel toch nog verlost kan worden. Samen met Salome, een door de duivel verwekte prachtige vrouw, moeten zij het vergif verspreiden (in Panizza’s manuscript oorspronkelijk een ‘virus’) onder de nietsvermoedende mensen.
Hoewel het werk in Zwitserland was gepubliceerd, klaagde de officier van justitie in München Panizza toch aan op 93 punten van godslastering, overtredingen van §166 van het keizerlijke Strafgesetzbuch (Wetboek van Strafrecht). Het resultaat was dat Panizza op slag en sprong een literaire beroemdheid werd, in de ogen van schrijvers, van de tiener Thomas Mann tot Theodor Fontane, de 76-jarige nestor van de Duitse letteren, die op een of andere manier allemaal bijdroegen aan de furieuze discussies. In april 1895 werd Panizza veroordeeld, na een proces dat een hele dag duurde en waarvoor hij zelf een uitgebreide literaire verdediging had geschreven. Na verschillende vergeefse beroepen, diende Panizza zijn volledige straf van 12 maanden uit in de gevangenis in Amberg, waaruit hij in augustus 1896 werd ontslagen.

### Verblijf in Zwitserland
Nadat hij zijn gevangenisstraf had uitgezeten, vertrok Panizza naar Zürich, waar hij het tijdschrift Zürcher Diskussionen oprichtte, dat alle facetten van het “moderne leven” behandelde. Tussen 1897 en 1902 publiceerde hij 32 nummers van het tijdschrift, die meestal alleen maar artikelen van hemzelf bevatten, vaak onder een schuilnaam zoals Hans Kirstemaecker, Louis Andrée, Hans Detmar en Sven Heidenstamm. De nogal intrigerende artikelen variëren van “Een Psychopathologische bespreking van Christus” tot “Het varken in zijn poëtische, mythologische en cultureel-historische aspecten.”
Onder de literaire werken die hij tijdens zijn ballingschap in 1898 in Zwitserland schreef bevinden zich de politieke satire Psichopatia Criminalis en het historische drama Nero. Gedurende zijn verblijf in Zwitserland begon zijn geestelijke gezondheid geleidelijk te verslechteren. Zijn taalgebruik werd ook steeds afwijkender en zijn spelling in toenemende mate fonetisch.
Tegen het eind van 1898 werd Panizza plotseling Zwitserland uitgewezen, nadat hij tot ongewenste vreemdeling was verklaard. De reden van die uitwijzing bleef onduidelijk. Hoewel er een aanklacht tegen de schrijver was ingediend door Olga, een vijftienjarige prostituee, die voor Panizza als fotomodel had gefungeerd, werd hem niets ten laste gelegd. Het is mogelijk dat het de toegenomen angst voor buitenlandse anarchisten is geweest, die tot zijn uitwijzing heeft geleid. In ieder geval pakte hij zijn bezittingen in, waaronder zijn uitgebreide boekenverzameling van tienduizend boeken en verhuisde naar Parijs.

### Parisjana
De zes jaar die Panizza in Parijs doorbracht waren minder productief dan de voorgaande jaren. Tegen het einde van 1899 had hij 97 gedichten, in viervoetige verzen, voltooid, die misschien wel de venijnigste anti-Duitse gedichten zijn die door een dichter in de 19e eeuw zijn geschreven. Deze gedichten verschenen in de bundel Parisjana (1899), het laatste boek dat door Panizza werd gepubliceerd. Zelf karakteriseert hij het boek als een werk, “waarin de persoonlijke tegenstander van de schrijver, Wilhelm II, wordt opgevoerd als een publieke vijand van mensheid en cultuur”. Het resultaat van zijn lasterlijke dichtkunst, gericht tegen de keizer, was dat Panizza werd aangeklaagd wegens majesteitsschennis en dat er beslag werd gelegd op zijn hele bron van inkomsten. Toen hij niet langer de huur kon betalen, keerde hij in april 1901 terug naar München en gaf zichzelf aan bij de autoriteiten.
Nadat hij een aantal maanden was opgesloten, waarbij hij uitgebreid psychiatrisch werd onderzocht in hetzelfde instituut waar hij twintig jaar eerder als jonge dokter werkzaam was geweest, kreeg hij de diagnose algehele paranoia. Alle strafrechtelijke aanklachten werden ingetrokken op grond van krankzinnigheid, en hij werd ontslagen zodat hij weer naar Parijs kon terugkeren, waar hij nog drie jaar verbleef.

### Overlijden
Panizza’s toenemende paranoia en auditieve hallucinaties deden hem in 1904 naar München terugkeren. Na een mislukte poging tot suïcide, die hij deed omdat hij opgenomen wilde worden in een psychiatrische kliniek, en de weigering van zijn 84-jarige moeder om hem zelfs maar te zien, lokte hij in oktober 1904 zijn eigen arrestatie uit door slechts gekleed in een onderhemd door de drukke Leopoldstraße te lopen.
In 1905 werd Panizza opgenomen in Herzogshöhe, een inrichting voor gegoede en ambulante patiënten in een buitenwijk van Bayreuth. Nadat hij geestelijk ontoerekeningsvatbaar was verklaard, werd hij onder toezicht geplaatst van een verpleger - de latere deken Friedrich Lippert - die met hem bevriend was geraakt tijdens zijn gevangenschap in Amberg. De laatste zestien jaar van zijn leven bracht hij door in dit gesticht, waar hij anderhalve maand voor zijn 68e verjaardag stierf ten gevolge van een hersenbloeding. Hij ligt begraven in een niet genummerd graf op het stadskerkhof in Bayreuth.

## Keuze uit zijn werk
- 1881 Über Myelin, Pigment, Epithelien und Micrococcen im Sputum (Med. proefschrift), Leipzig: J.B. Hirschfeld, 1881.
- Düstre Lieder. Leipzig: Unflad, 1886.
- Londoner Lieder. Leipzig: Unflad, 1887.
- Legendäres und Fabelhaftes. Unflad, 1889.
- Dämmrungsstücke. Leipzig: Wilhelm Friedrich, 1890.
- Aus dem Tagebuch eines Hundes. Leipzig: Wilhelm Friedrich, 1892.
- Die unbefleckte Empfängnis der Päpste. Zürich: Verlagsmagazin J. Schabelitz, 1893.
- Der teutsche Michel und der römische Papst. Leipzig: Wilhelm Friedrich, 1894.
- Das Liebeskonzil. Eine Himmels-Tragödie in fünf Aufzügen. Zürich: Verlags-Magazin J. Schabelitz, 1895 (October 1894).
- Der Illusionismus und die Rettung der Persönlichkeit. Leipzig: Wilhelm Friedrich, 1895.
- Meine Verteidigung in Sachen "Das Liebeskonzil". Zürich: Verlagsmagazin J. Schabelitz, 1895.
- Abschied von München. Ein Handschlag. Zürich: Verlagsmagazin J. Schabelitz, 1896.
- Dialoge im Geiste Hutten's. Zürich: Verlag der Zürcher Diskußjonen, 1897.
- Die Haberfeldtreiben im bairischen Gebirge. Eine sittengeschichtliche Studie. Berlin: S. Fischer, 1897.
- Psichopatia criminalis. Anleitung um die vom Gericht für notwendig erkanten Geisteskrankheiten psichjatrisch zu eruïren und wissenschaftlich festzustellen. Für Ärzte, Laien, Juristen, Vormünder, Verwaltungsbeamte, Minister etc. Zürich: Verlag der Zürcher Diskußjonen, 1898.
- Nero. Tragödie in fünf Aufzügen. Zürich: Verlag Zürcher Diskußionen, 1898.
- Parisjana. Deutsche Verse aus Paris. Zürich: Verlag Zürcher Diskußionen, 1899.

### Nederlands
- Website gewijd aan Oskar Panizza met een Nederlandse vertaling van zijn meeste geschriften
- Hemelbestormer | Oskar Panizza - Het liefdesconcilie, door Gie van de Berghe (2003)
- Het groteske dichterschap van Oskar Panizza, door Thomas Crombez (PDF)

### Engels
- Werken, Referenties en Theaterproducties op de website van Prof. Peter D. G. Brown:

### Duits
- Korte biografie en bibliografie
- Eerbetoon ter gelegenheid van Panizza’s 150e geboortedag
- Liebeskonzil, film door Werner Schroeter (IMDb
- Online teksten (Projekt Gutenberg)
- Oskar Panizza[dode link] in de German National Library catalogus
- Werken door en over Panizza GBV

- Bibsys: 90224803
- Biblioteca Nacional de España: XX1389497
- Bibliothèque nationale de France: cb11918521b (data)
- Catàleg d'autoritats de noms i títols de Catalunya: 981058510930006706
- CiNii: DA02498230
- Digitale Bibliotheek voor de Nederlandse Letteren: pani001
- Gemeinsame Normdatei: 118739131
- International Standard Name Identifier: 0000 0001 0886 2033
- Library of Congress Control Number: n82148770
- Nationale Bibliotheek van Letland: 000248169
- MusicBrainz: 43fdf534-23a9-4b1e-9508-cb1e481d6d20
- Bibliotheek van het Japanse parlement: 00472712
- Nationale Bibliotheek van Tsjechië: xx0075578
- Nationale bibliotheek van Australië: 35407886
- Nationale Bibliotheek van Israël: 987007266199305171
- Nationale Bibliotheek van Polen: a0000003256131
- Nationale en Universitaire bibliotheek Zagreb: 000181662
- Nederlandse Thesaurus van Auteursnamen: 068964307
- LIBRIS: 313420
- SNAC: w6hf25d5
- Système universitaire de documentation: 02705697X
- Trove: 941962
- Virtual International Authority File: 34461295
- WorldCat: E39PBJyMdmC9FbyYfCDv8D8grq